# Кругла вежа (Ардраган)

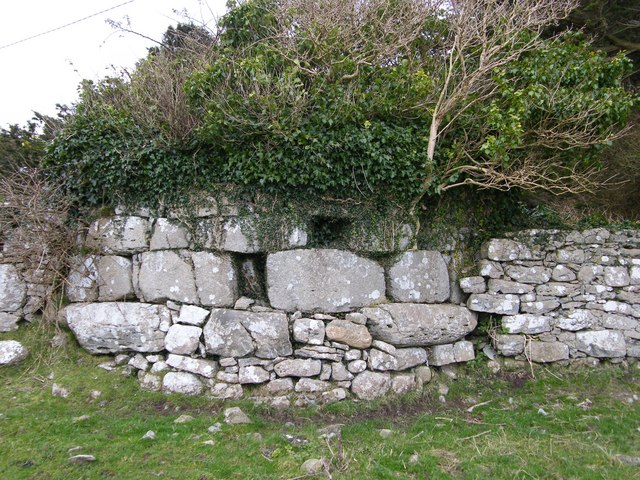
Руїни круглої вежі Ардраган.

Кругла вежа Ардраган (ірл. - Cloigtheach Ard Raithin) – клогхех Ард Рахін – одна із круглих веж Ірландії.  

## Історія круглої вежі Ардраган
Кругла вежа Ардраган розташована біля одноіменного селища в графстві Голвей, Ірландія. Назва вежі перекладається з ірландської як «висока фортеця». Вежа не зберіглася – від неї лишилися руїни. Судячи по всьому до англо-норманського завоювання Ірландії біля вежі був монастир і вежа служила монастирю в якості оборонної споруди та дзвіниці. Біля вежі зберіглось старовинне церковне кладовище. У 1236 році англо-норманський феодал Річард де Бурго завоював землі нинішнього графства Голвей (в ті часи землі ірландського королівства Коннахт) і подарував ці землі Морісу Фіцджеральду, що збудував тут замок недалеко від вежі, руїни якого збереглися і до нині. Недалеко від вежі стоїть ще один замок – замок Тілура, що колись належав драматургу і борцю за незалежність Ірландії Едварду Мартіну. Цей замок довгий час належав Раді графства Голвей, але в 2015 році був куплений власником фірми «Кар Тровлер» Найлом Терлі за 5,8 млн. євро. Недалеко від вежі стоїть церква Лабані, що була парафіяльною церквою Джо Роше. У цекві є вітражі роботи художників Альфреда Е. Чайлда, Етель Райнд, Майкла Гілі. Вежа Ардраган згадується в книзі Вільяма Хоупа Ходжсона «Дім на кордоні», як вежа, що стоїть біля селища Крайтен, поблизу якого було нібито знайдено щоденник автора. Вежа Ардраган також фігурує в баладі «Пробудження Заходу» та в найвідомішій передачі Джо Мак-Дона.